# 1992年バルセロナオリンピックのナイジェリア選手団
1992年バルセロナオリンピックのナイジェリア選手団（1992ねんバルセロナオリンピックのナイジェリアせんしゅだん）は、1992年7月25日から8月9日にかけてスペインのカタルーニャ州バルセロナで開催された1992年バルセロナオリンピックのナイジェリア選手団、およびその競技結果。

## 概要
今大会は銀メダル3個、銅メダル1個の合計4個のメダルを獲得した。

## メダル
| メダル | 選手名                                                                                      | 競技 | 種目             |
| ------ | ------------------------------------------------------------------------------------------- | ---- | ---------------- |
| 銀     | オルエミ・カヨベ チディ・イモー オラパデ・アデニケン デビッドソン・エジンワ                 | 陸上 | 男子4×100mリレー |
| 銅     | ベアトリス・ウトンドゥ フェイス・イデヘン クリスティ・オパラ＝トンプソン メアリー・オンヤリ | 陸上 | 女子4×100mリレー |